# Susana Santos Silva
Susana Santos Silva (nascida em 3 de janeiro de 1979, no Porto, Portugal) é uma artista musical portuguesa de Jazz e de improvisação Livre (trompete, Fliscorne e flauta).

## Biografia
Santos estudou jazz trompete na escola de Música, no Porto, até ao ano de 2008 e, em seguida, a Hochschule für Musik Karlsruhe com Reinhold Friedrich, Edward Tarr, Klaus Schuwerk e Klaus Braker, posteriormente Performance de Jazz no Conservatório de Roterdão (Diplom 2010), onde tocou com Eric Vloeimans, Jarmo Hoogendijk e Wim Ambos. Ela tocou na Orquestra de Jazz de Matosinhos (nomeadamente com Lee Konitz, Chris Cheek, Kurt Rosenwinkel e Maria João como músicos convidados em productions CD), no European Movement Jazz Orchestra (EMJO Live at Coimbra, Clean Feed Records 2011) e o trio holandês LAMA (com Gonçalo Almeida e Greg Smith). Em 2011, o Santos lançou seu álbum de estreia Devil's Dress (Toap). Ela está atualmente trabalhando com o baixista Torbjörn Zetterberg (Quase Amanhã, 2013, Clean Feed) e com o grupo, SSS-P (Músicas do Meu Quintal, 2014). Tudo Sobre Jazz refere-se a Santos, como uma das vozes mais originais e articulada de Europeus de avantgarde jazz e músicas não-idiomáticas.

## Discografia (seleção)

### Álbuns Solo
Susana Santos Silva Quintet (Demian Cabaud, Marcos Cavaleiro, André Fernandes, Zé Pedro Coelho)
- 2011: Devil´s Dress (Tone Of A Pitch)

Com Torbjörn Zetterberg
- 2013: Almost Tomorrow (Clean Feed)

Com João Pedro Brandão, Hugo Raro, Torbjörn Zetterberg, e Marcos Cavaleiro
- 2015: Impermanence (Carimbo Porta-Jazz)

Com Torbjörn Zetterberg e Hampus Lindwall
- 2015: If Nothing Else (Clean Feed)

Com Santos Silva/Wodrascka/Meaas Svendsen/Berre
- 2016: Rasengan! (Barefoot Records)

Com Santos Silva/Stadhouders/Almeida/Costa
- 2016: Buku (Cylinder Recordings)

Com Lotte Anker, Sten Sandell, Torbjörn Zetterberg e Jon Fält
- 2016: Life And Other Transient Storms (Clean Feed)

### Colaborações
Com A European Movement Jazz Orchestra
- 2011: EMJO Live In Coimbra  (Clean Feed)

Com LAMA
- 2011: Oneiros (Clean Feed)
- 2013: Lamaçal (Clean Feed), featuring Chris Speed
- 2015: The Elephant's Journey (Clean Feed), featuring Joachim Badenhorst
- 2017: Metamorphosis (Clean Feed), featuring Joachim Badenhorst

Com SSS-P (Jorge Queijo)
- 2014: Songs From My Backyard (Wasser Bassin)
- 2017: S/T (Wasser Bassin), featuring Carlos Guedes

Com De Beren Gieren
- 2014: The Detour Fish (Clean Feed)

Com a Fire! Orquestra
- 2016: Ritual (Rune Grammofon)

Com Kaja Draksler
- 2016: This Love (Clean Feed)[2]